# Winters
Winters ist ein englischer und deutscher Familienname.

## Namensträger
- Albert Berg-Winters (* 1943), deutscher Politiker (CDU)
- Alexander Winters (* 1989), US-amerikanischer Schauspieler und Stuntman
- Amy Palmiero-Winters (* 1972), US-amerikanische Sportlerin
- Anne Winters (* 1994), US-amerikanische Schauspielerin
- Ben H. Winters, US-amerikanischer Schriftsteller
- Brian Winters (Basketballspieler) (Brian Joseph Winters; * 1952), US-amerikanischer Basketballspieler und -trainer
- Brian Winters (Fußballspieler) (* 1977), US-amerikanischer Fußballspieler
- Brian Winters (Footballspieler) (Brian James Winters; * 1991), US-amerikanischer American-Football-Spieler
- Corinne Winters (* 20. Jahrhundert), US-amerikanische Opernsängerin (Sopran)
- David Winters (1939–2019), britisch-amerikanischer Filmemacher, Schauspieler, Choreograf und Tänzer
- David Albert Winters (1949–2014), US-amerikanischer Gitarrist und Sänger
- Dean Winters (* 1964), US-amerikanischer Schauspieler
- Frank Winters (* 1939), US-amerikanischer Schwimmer
- Gary Winters (* ≈1957), US-amerikanischer Jazz- und Funkmusiker
- Johann Christoph Winters (1772–1862), deutscher Puppenspieler und Theatergründer
- Jonathan Winters (1925–2013), US-amerikanischer Komiker
- Karl-Peter Winters (* 1944), deutscher Jurist und Verlagsmanager
- Keelin Winters (* 1988), US-amerikanische Fußballspielerin
- L. Alan Winters (Leonard Alan Winters; * 1950), britischer Wirtschaftswissenschaftler
- Lawrence Winters (Lawrence Whisonant; 1915–1965), US-amerikanischer Opernsänger (Bariton)
- Leo Winters (1922–2005), US-amerikanischer Politiker
- Luke Winters (* 1997), US-amerikanischer Skirennläufer
- Michael Winters (* 1943/1944), US-amerikanischer Schauspieler
- Michelle Winters (* 1972), kanadische Schriftstellerin und Übersetzerin
- Mike Winters (1930/1931–2013), britischer Komiker und Schauspieler
- Patrick Winters (1908–1994), irischer Geistlicher, Bischof von Broome
- Peter Jochen Winters (* 1934), deutscher Journalist und Autor
- Pinky Winters (* 1930), US-amerikanische Jazzsängerin
- Rainer Winters (* 1968), deutscher Journalist
- Ralph E. Winters (1909–2004), kanadischer Filmeditor
- Richard Winters (1918–2011), US-amerikanischer Major
- Robbie Winters (* 1974), schottischer Fußballspieler
- Robert Winters (1910–1969), kanadischer Politiker
- Roland Winters (1904–1989), US-amerikanischer Schauspieler
- Ruby Winters (1942–2016), US-amerikanische Sängerin
- Scott William Winters (* 1965), US-amerikanischer Schauspieler
- Shelley Winters (1920–2006), US-amerikanische Schauspielerin
- Simone Ladwig-Winters (* 1955), deutsche Politikwissenschaftlerin
- Smiley Winters (1929–1994), US-amerikanischer Jazzmusiker und Komponist
- Stephan Hugo Winters (* 1963), deutscher Politiker
- Terry Winters (* 1949), US-amerikanischer Maler
- Time Winters (* 1956), US-amerikanischer Schauspieler
- Tiny Winters (1909–1996), britischer Jazzmusiker
- Tom Winters, US-amerikanischer Automobilrennfahrer
- Uli Winters (* 1965), deutscher Schriftsteller und Künstler
- Yvor Winters (1900–1968), US-amerikanischer Dichter und Literaturkritiker